# Ллойд-Хьюз, Генри
Ге́нри Алекса́ндр Зака́ри Ллойд-Хьюз (англ. Henry Alexander Zachary Lloyd-Hughes; род. 1 августа 1985 года, Вестминстер, Лондон, Англия, Великобритания) — британский актёр, сценарист и кинопродюсер.

## Биография
Родился 1 августа 1985 года в Вестминстере (Лондон, Англия, Великобритания) в семье Тимоти Ллойда-Хьюза и актрисы Люси Ллойд-Хьюз (в девичестве Эпплби). У Генри есть младший брат — актёр Бенедикт Ллойд-Хьюз (род. 1988). Окончил лондонскую школу St Paul’s School.

## Карьера
Дебютировал в кино в 2004 году, сыграв роль Дженсона Долиша в эпизоде «Женский монастырь» телесериала «Закон Мёрфи». В 2005 году Ллойд-Хьюз сыграл роль Роджера Дэйвиса в фильме «Гарри Поттер и Кубок огня». Всего он сыграл в 24-х фильмах и телесериалах.
В 2008 году дебютировал в качестве сценариста с телесериалом «3 минуты удивления: Яркие новые чудеса», а затем написал сценарии к трём короткометражным фильмам. В 2011 году спродюсировал два короткометражных фильма — «Полковник Каддафи: Потерянные кадры» и «Игра = Интенсивность + Восстания».

## Избранная фильмография
| Год       |   | Русское название          | Оригинальное название               | Роль                   |
| --------- | - | ------------------------- | ----------------------------------- | ---------------------- |
| 2004      | с | Закон Мёрфи               | Murphy's Law                        | Дженсон Долиш          |
| 2005      | с | Клуб Ракалий              | The Rotters' Club                   | Culpepper              |
| 2005      | ф | Гарри Поттер и Кубок огня | Harry Potter and the Goblet of Fire | Роджер Дэйвис          |
| 2007      | с | Секретные агенты          | M.I.High                            | Кайл Уитэкер           |
| 2007      | ф | Чужая                     | Unrelated                           | Джек                   |
| 2008—2010 | с | Переростки                | The Inbetweeners                    | Марк Донован           |
| 2008      | ф | Телстар                   | Telstar: The Joe Meek Story         | Тедди Бой              |
| 2011      | ф | Промоутеры                | Weekender                           | Мэтт                   |
| 2011      | ф | Переростки                | The Inbetweeners Movie              | Марк Донован           |
| 2011      | ф | Аноним                    | Anonymous                           | преследователь медведя |
| 2011      | ф | Измерения                 | Dimensions                          | Стивен                 |
| 2012      | ф | Анна Каренина             | Anna Karenina                       | Бурисов                |
| 2012      | с | Конец парада              | Parade's End                        | капитан Ноттинг        |
| 2013      | ф | Привет, Картер            | Hello Carter                        | Николас                |
| 2013      | с | Послы                     | Ambassadors                         | Саймон                 |
| 2014      | ф | Госпожа Бовари            | Madame Bovary                       | Шарль Бовари           |
| 2015—2016 | с | Индийское лето            | Indian Summers                      | Ральф Велан            |
| 2015      | ф | Краденое свидание         | Man Up                              | Дэниел                 |
| 2016      | ф | Иллюзия обмана 2          | Now You See Me 2                    | Аллен Скотт-Фрэнк      |
| 2020      | с | Игра родом из Англии      | The English Game                    | Алфред Литтлон         |
| 2021      | с | Нерегулярные части        | The Irregulars                      | Шерлок Холмс           |
| 2021      | с | Сшиватель                 | Ragdoll                             | сержант Натан Роуз     |

Сценарист
- 2008 — «3 минуты удивления: Яркие новые чудеса» (англ. 3 Minute Wonder: Bright New Wonders)

Продюсер
- 2011 — «Полковник Каддафи: Потерянные кадры» (англ. Colonel Gaddafi: The Lost Footage)
- 2011 — «Игра = Интенсивность + Восстание» (англ. Intensity + Rebellion)